# リーサル・ウェポン4
『リーサル・ウェポン4』（Lethal Weapon 4）は1998年にアメリカ合衆国で公開されたアクション映画。リーサル・ウェポンシリーズの4作目。ワーナー・ブラザース創立75周年記念作品。香港映画出身のアクション俳優・ジェット・リーが初めて参加したハリウッド映画デビュー作でもある。

## あらすじ
ロサンゼルス市警の刑事・リッグスとマータフは、次々と街を破壊する完全武装した男が出現したため現場へ急行する。現場での会話で、リッグスは恋人ローナの、マータフは娘リアンの妊娠を知る。結局その現場はリッグスの大立ち回りでガソリンスタンドやタンクローリーを吹っ飛ばして解決した。
そんな事件から9か月後、2人は探偵となったレオと釣りに出かけ、不審な大型船と遭遇する。船に乗り込み、船員との格闘の末に船は座礁。大型船は中国の密航船である事が判明する。密入国者が次々と連行されていく中、マータフは避難用ボートの中に隠れていたホン一家を発見。同情したマータフは違法と知りながら彼らを自分の家にかくまうことにする。
そんな時、ロス市警は2人の「壊し屋」のせいで保険を打ち切られた為、マーフィー警部は苦肉の策として2人を警部に昇進させ、デスクでおとなしくさせようとする。

## 登場人物
マーティン・リッグス
演 - メル・ギブソン
ロサンゼルス市警の刑事。ローナと同棲しており愛しているが亡き妻への想いと板挟みになる。刑事としての能力は健在だが、お調子者で人をからかう性分も相変わらず。
ロジャー・マータフ
演 - ダニー・グローヴァー
ロサンゼルス市警の刑事。刑事としての能力と分け隔てない人間性は健在だが、それがホンとその一家を匿うことに繋がった。リッグスのマイペースに呆れながらも大切な相棒と認めている。
ローナ・コール
演 - レネ・ルッソ
リッグスの恋人。本作で妊娠するが未婚の状態。戦闘技術は健在。うっかりバターズとリアンの関係をリッグスに話してしまう。
レオ・ゲッツ
演 - ジョー・ペシ
今作では探偵をやっている。ベニーの所在をリッグスとロジャーに教える。
リー・バターズ
演 - クリス・ロック
新米刑事。リアンの夫だが、ロジャーにはまだ話していない。テンションが高く事件の調査現場でも明るいが犯罪を憎み被害者を憐れむなど慈悲と正義感は本物。名字が食べ物みたいな名前であることから、他の食べ物の名前で呼ばれることがある。義理の父であるロジャーには特に愛想よく接しているが、関係を知っているリッグスからはゲイであると思わされていた。
ベニー・チャン
演 - キム・チャン
チャイニーズマフィアの関係者で表向きのボス。歯科に通っているが、リッグスたちに突き止められ、場所を特定されて拷問に近い仕打ちを受ける。
ワン・シン・クー
演 - ジェット・リー
チャンを操るチャイニーズ・マフィアの幹部。武術の達人でリッグスとロジャーを相手にしても手と足を出させなかった腕前。
エド・マーフィー
演 - スティーヴ・ケイハン
警部。
トリッシュ・マータフ
演 - ダーレン・ラヴ
ロジャーの妻。実は最近流行の作家となり金回りが良くなっている。
リアン・マータフ
演 - トレイシー・ウルフ
ロジャーとトリッシュの娘。本作でバターズと結婚し、妊娠する。
ニック・マータフ
演 - デイモン・ハインズ
ロジャーとトリッシュの息子。大学生。
キャリー・マータフ
演 - エボニー・スミス
ロジャーとトリッシュの娘。大学生。
ステファニー・ウッズ
演 - メアリー・エレン・トレイナー
精神科医。
ホン
演 - エディ・コー
密入国者。境遇に同情したロジャーに匿ってもらった。マータフ家と意気投合する。

## キャスト
| 役名                 | 俳優                         | 日本語吹替 | 日本語吹替 | 日本語吹替 |
| 役名                 | 俳優                         | ソフト版 | 日本テレビ版 | テレビ朝日版 （追加録音版） |
| -------------------- | ---------------------------- | --- | --- | --- |
| マーティン・リッグス | メル・ギブソン               | 安原義人 | 小山力也 | 磯部勉 |
| ロジャー・マータフ   | ダニー・グローヴァー         | 坂口芳貞 | 坂口芳貞 | 池田勝 |
| ローナ・コール       | レネ・ルッソ                 | 高島雅羅 | 田中敦子 | 勝生真沙子 |
| レオ・ゲッツ         | ジョー・ペシ                 | 青野武 | 樋浦勉 | 樋浦勉 |
| リー・バターズ       | クリス・ロック               | 成田剣 | 高木渉 | 高木渉 |
| ワン・シン・クー     | ジェット・リー               | 古澤徹 | 楠大典 | 池田秀一 |
| エド・マーフィー警部 | スティーヴ・ケイハン         | 塚田正昭 | 糸博 | 塚田正昭 |
| ベニー・チャン       | キム・チャン                 | 緒方賢一 | 滝口順平 | 緒方賢一 |
| ベニーの助手         | マイケル・チャウ             | | | |
| トリッシュ・マータフ | ダーレン・ラヴ               | 磯辺万沙子 | 沢田敏子 | 火野カチ子 |
| リアン・マータフ     | トレイシー・ウルフ           | 引田有美 | | 湯屋敦子 |
| ニック・マータフ     | デイモン・ハインズ           | 堀内賢雄 | | 鳥海勝美 |
| キャリー・マータフ   | エボニー・スミス             | 岡村明美 | | かないみか |
| ステファニー・ウッズ | メアリー・エレン・トレイナー | | 野沢由香里 | 金野恵子 |
| ホン                 | エディ・コー                 | | 山野史人 | 伊藤昌一 |
| その他声の出演       |                              | 加藤優子 田中正彦 島田敏 星野充昭 堀部隆一 叶木翔子 津村まこと 川中子雅人 青山穣 定岡小百合 高瀬右光 遠藤純一 田坂秀樹 | 落合るみ 水野龍司 田原アルノ 堀越真己 佐藤しのぶ 落合弘治 中博史 吉田孝 萩原えみこ 遠藤純一 廣田行生 小形満 鳥畑洋人 永井誠 浅野るり | 小室正幸 喜多川拓郎 多田野曜平 伊藤和晃 石田圭祐 浅野まゆみ 鳥畑洋人 滝知史 花田光 杉山紀彰 鈴木紀子 薬師寺種子 多緒都 追加録音版キャスト 上田燿司 落合弘治 鳥海勝美 石田嘉代 井上文彦 金野恵子 高橋英則 |
| 日本語版スタッフ     |                              | | | |
| 翻訳                 |                              | 中島多恵子 | 平田勝茂 | 平田勝茂 |
| 演出                 |                              | 蕨南勝之 | 蕨南勝之 | 蕨南勝之 （福永莞爾） |
| 調整                 |                              | 土屋雅紀 | 山田太平 | 山田太平 |
| 録音                 |                              | 土屋雅紀 | ムービーテレビジョン | ムービーテレビジョン |
| 編集協力             |                              | | | IMAGICA 宮本陽介 |
| 効果                 |                              | | リレーション | リレーション |
| プロデューサー       |                              | 東慎一 | | 梶淳 |
| 音響制作             |                              | 相原正之 中西真澄 | | |
| 制作                 |                              | ワーナー・ホーム・ビデオ プロセンスタジオ                                                                              | 小川眞紀子 （ムービーテレビジョンスタジオ）                                                                                          | ムービーテレビジョン |
| 制作協力             |                              | | | ViViA 清宮正希 |
| 初回放送             |                              | | 2001年9月28日 『金曜ロードショー』                                                                                                   | 2003年1月5日 『日曜洋画劇場』 |

※テレビ朝日版は2013年1月14日にWOWOWで放映される際に、初回放送時にカットされた箇所を同一声優で追加録音した。

## スタッフ
- 監督:リチャード・ドナー
- 製作:ジョエル・シルバー、リチャード・ドナー
- 原案:ジョナサン・レムキン、アルフレッド・ガフ、マイルズ・ミラー
- 脚本:チャニング・ギブソン
- 撮影:アンジェイ・バートコウィアク
- 音楽:デイヴィッド・サンボーン、マイケル・ケイメン、エリック・クラプトン、ヴァン・ヘイレン
- 美術:J・マイケル・リヴァ
- 編集:フランク・J・ユリオステ、ダラス・プエット

## 作品解説
エリック・クラプトンの「ピルグリム」が流れるエンドロールでは撮影時のスナップ写真で構成され、出演者、スタッフ一同の記念写真でアルバムが閉じられ映画本編が終了するという仕掛けになっている。
カーチェイスシーンにおいて登場するポンティアック・グランダム（5代目モデル）は、当時未発売の最新型であり、撮影にはプロトタイプが用いられた。
ジェット・リーは、このハリウッド映画デビュー作によってMTVムービー・アワード 最優秀悪役賞にノミネートされるなど世界的に注目され、欧米のアクション映画でも主役のオファーが殺到するようになった。

## 続編
2008年頃からジョエル・シルバーとシェーン・ブラックによりスクプリトが書かれた、リーサル・ウェポン5の製作企画があった。最終的にはジョエル・シルバー案の制作企画で2009年頃に製作される予定であった。しかし、リチャード・ドナーは監督候補から外され、メル・ギブソンも出演しないことを決め、ダニー・グローヴァーも出演に関心を示さなかったため、5作目の制作は消滅してしまった。
ダニー・グローヴァーが演じる、ロジャー・マータフの息子役で、コロンバス・ショートの名が挙がっていた。2011年1月にジョエル・シルヴァーはメル・ギブソンとダニー・グローヴァーなしで、別の俳優を代わりに使って、5作目（あるいは再起動）の製作ができないか、企画していることが明らかになった。
2020年、テレビ版のプロデューサー、ダン・リンが5作目を企画していることを明かした。監督のドナー、主演の2人も準備ができていることが報じられた。
2021年にドナー監督が心機能不全によりこの世を去った後、メル・ギブソンが自身で監督を務め、第5作目の製作を公言。「私が『リーサル・ウェポン』5作目の監督を手掛けます。これまでの4作を手掛けたリチャード・ドナーは悲しくも逝去した。良い友人でした。彼が私に本作の旗印を掲げる任務を与えてくれ、名誉に思います」とコメントした。
2022年に脚本を完成させ、2023年には製作を開始すると語られていたが動きはなく、2024年6月にポッドキャスト番組で改めて監督する事を報告している。内容については公表されていないが「面白いけど、同時にとてもシリアス」とメル・ギブソンはコメントしている。